# ریتم ۰

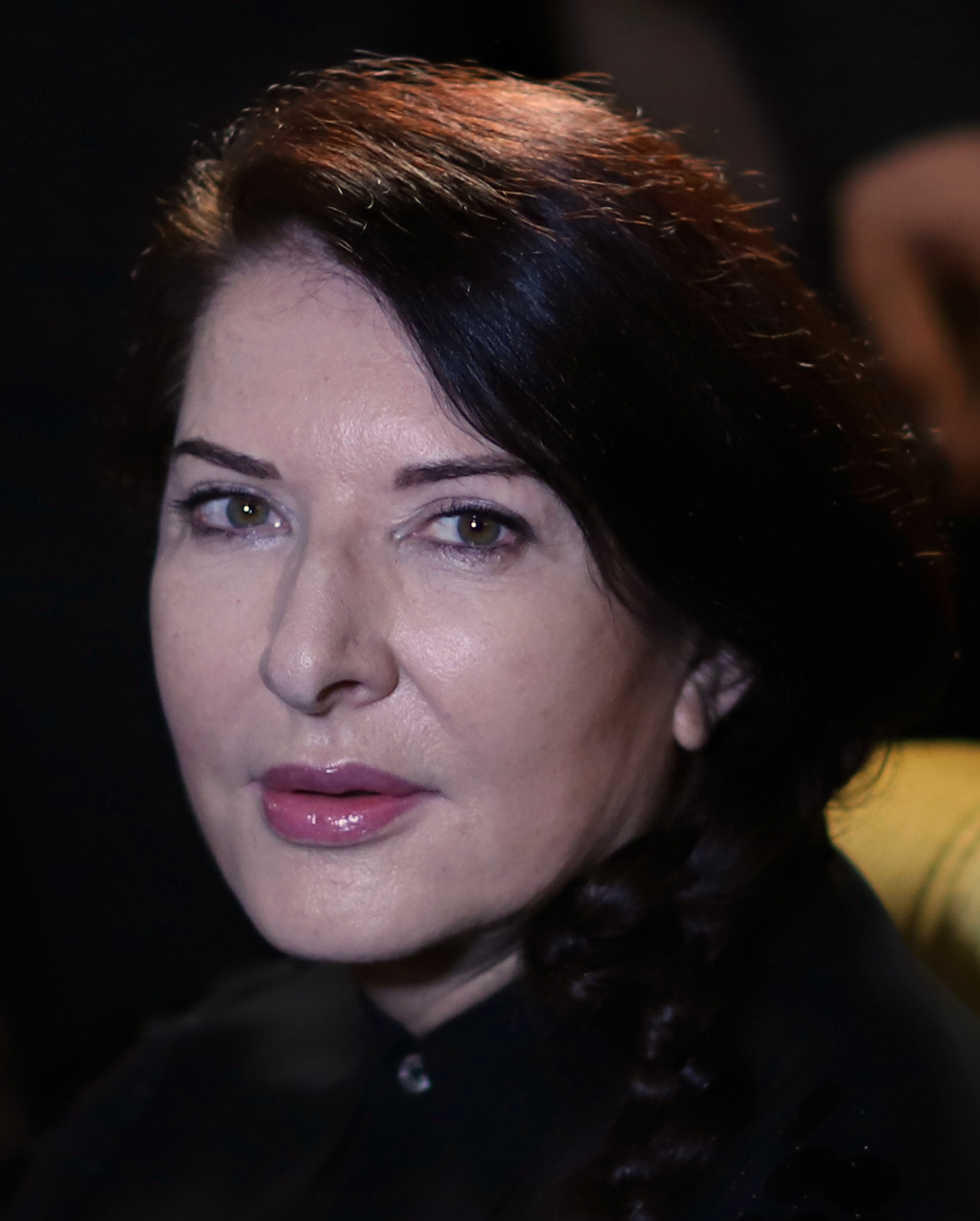
نگارهٔ مارینا آبراموویچ، هنرمند صربستانی - ۲۰۱۸

در سال ۱۹۷۴، مارینا آبراموویچ یک اجرای هنری به مفهوم مدرن داشت: او اعلام کرده بود که در طی اجرای ۶ ساعته، مانند یک شیء بی حرکت و بدون هر گونه واکنش خواهد بود. در این مدت شرکت کنندگان اجازه داشتند هر کاری می خواهند با او بکنند و حتی از ۷۲ وسیله ای که آبراموویچ روی میز استودیو گذاشته بود هم استفاده نمایند.این اجرا «ریتم ِ صفر» نام داشت.روی میز یادداشت زیر به چشم می‌خورد:
راهکار:
-۷۲ وسیله روی میز است که هر طور دوست داشتید می توانید آنها را روی من بکار ببرید.
تعهد:
- من برای مدت ۶ ساعت صرفاً یک ابژه خواهم بود و مسوولیت هر نوع عواقبی را بر عهده می گیرم.
-۶ ساعت از ۸ شب تا ۲ صبح می باشد.
روی میز هم ادوات لذت مانند پر، دستمالهای ابریشمی، گل، آب و ... بود و هم ابزار شکنجه: چاقو، تیغ، زنجیر، سیم... و حتی یک اسلحه ی پُر!
در ابتدای کار همه رودربایستی داشتند. یک نفر نزدیک شد و او را با گلها آراست. یک نفر دیگر او را با سیم به یک شیء دیگر بست، دیگری قلقلکش داد...
کمی بعد او را بلند کردند و جایش را تغییر دادند!
کم کم زنجیرها را بکار گرفتند، به او آب پاشیدند و وقتی دیدند واکنشی نشان نمی‌دهد رفتارها حالت تهاجمی‌تر گرفت.
منتقد هنری، توماس مک اویلی، که در این پرفورمنس شرکت کرده بود به خاطر می‌آورد که چگونه رفتار مردم رفته رفته، خشن و خشن‌تر شد.
«اولش ملایم بود، یک نفر او را چرخاند، یکی دیگر بازوهایش را بالا برد... دیگری به نقاط خصوصی بدنش دست زد...»
مردی جلو آمد و با تیغ ریش تراشی که برداشته بود گردن او را مجروح کرد و مردی دیگر خارهای گل را روی شکم آبراموویچ کشید.
یک نفر تفنگ را به دستش داد و دستش را تا بالای گیجگاهش برد. یک نفر دیگر آمد تفنگ را گرفت و از پنجره به بیرون پرت کرد.
با این پرفورمنس آبراموویچ نشان داد که اگر شرایط برای افرادی که به خشونت گرایش دارند مهیا باشد، به چه راحتی و با چه سرعتی آن را اعمال می‌کنند.
بعد از پایان ۶ ساعت پرفورمنس، آبراموویچ در سالن استودیو به راه افتاد و از مقابل دستیاران و بازدیدکنندگان گذشت. همه از نگاه کردن به صورت او اجتناب می‌کردند. بازدید کنندگان هم آنقدر عادی رفتار می کردند که انگار اصلاً از خشونتی که دمی پیش به خرج داده بودند و اینکه چگونه از آزار و حمله به او لذت برده بودند چیزی در خاطرشان نمانده.
این اثر نکته ای دهشتناک را در باب وجود بشر آشکار می‌کند. به ما نشان می‌دهد که اگر شرایط مناسب باشد، یک انسان با چه سرعت و به چه آسانی می‌تواند به همنوع خود آسیب برساند، به چه سادگی می‌شود از شخصی که از خود دفاع نمی‌کند یا نمی‌جنگد بهره‌کشی کرد و این که اگر بسترش فراهم باشد اکثریت افراد به ظاهر «نرمال» جامعه می توانند در چشم برهم زدنی به موجودی حقیقتاً وحشی و خشن تبدیل شوند.
مارینا بعدها اعلام کرد که وقتی که شب به هتل خود برگشته بود، دید که یک دسته از موهایش در عرض چند ساعت سفید شده بود. خودداری و عدم واکنش او چنین هزینه‌ای به او تحمیل کرده بود.